# Паризька Комуна (1789—1794)
Паризька Комуна (фр. Commune de Paris) — муніципальне правління міста Парижа, з 1789 року до 9 термідора (27 липня) 1794 року.

## Історія
Таку назву отримав паризький муніципалітет з 10 серпня 1792 року, коли його очолили Петіон, як мер, і Манюель — на посаді «прокурора-синдика». За наказом Петіона королівська сім'я була переведена в тампльську в'язницю. Коли Конвент замінив собою Законодавчі збори, члени комуни вступили в боротьбу з міністрами та жирондистами. Пропозиції жирондистів у Конвенті проти комуни були відкинуті, і комуна з цього часу відігравала значну роль у політичному житті Франції: вона вимагала і домоглася установлення революційного трибуналу, передання суду Дюмур'є, арешту жирондистів; вона схвалювала всі виключні заходи конвенту під час терору. Ненавидячи католицизм, комуна встановила культ розуму, причому особливо старалися Шометт та Ебер. Робесп'єр наказав їх стратити на гільйотині. Але він зізнався, що це значно похитнуло його авторитет. У новому своєму складі, однак, комуна до кінця підтримувала Робесп'єра та захищала його. Після його падіння Конвент наказав застосувати гільйотину до 73 членів комуни, у тому числі їх мера, Флеріо-Леско.

## Структура
Місто було поділено на 48 секцій (1795), із встановленням для кожної з них особливого муніципалітету. Загальна рада комуни (Conseil général de la Commune) складалася з 24 представників паризького муніципалітету, і всі її постанови мали величезний вплив на події революції. Засідання ради були публічні; зала засідань мала особливі місця для публіки, які були завжди зайняті. Шометт, прокурор ради, щодня вносив туди масу пропозицій, які приймалися зборами, за досить рідкісними винятками. Більшість цих постанов приймали і всі інші громади республіки.